# Quần vợt tại Đại hội Thể thao Đông Nam Á 2019
Quần vợt là một trong những môn thể thao tại Đại hội Thể thao Đông Nam Á 2019 và tổ chức tại Trung tâm quần vợt Rizal Memorial ở Manila. Năm nội dung thi đầu quần vợt gồm: đơn nam, đơn nữ, đôi nam, đôi nữ và đôi nam nữ.

## Danh sách đoạt giải
| Đơn nam    | Lý Hoàng Nam · Việt Nam                                 | Daniel Nguyen · Việt Nam                                  | Alberto Lim Jr. · Philippines                                |  |  |  |
| Đơn nam    | Lý Hoàng Nam · Việt Nam                                 | Daniel Nguyen · Việt Nam                                  | Jeson Patrombon · Philippines                                |  |  |  |
| Đơn nữ     | Aldila Sutjiadi · Indonesia                             | Savanna Lý Nguyễn · Việt Nam                              | Priska Madelyn Nugroho · Indonesia                           |  |  |  |
| Đơn nữ     | Aldila Sutjiadi · Indonesia                             | Savanna Lý Nguyễn · Việt Nam                              | Aunchisa Chanta · Thái Lan                                   |  |  |  |
|            |                                                         |                                                           |                                                              |  |  |  |
| Đôi nam    | Philippines (PHI) · Francis Alcantara · Jeson Patrombon | Philippines (PHI) · Ruben Gonzales · Treat Huey           | Việt Nam (VIE) · Daniel Nguyen · Nguyễn Văn Phương           |  |  |  |
| Đôi nam    | Philippines (PHI) · Francis Alcantara · Jeson Patrombon | Philippines (PHI) · Ruben Gonzales · Treat Huey           | Việt Nam (VIE) · Lê Quốc Khánh · Lý Hoàng Nam                |  |  |  |
| Đôi nữ     | Indonesia (INA) · Beatrice Gumulya · Jessy Rompies      | Thái Lan (THA) · Peangtarn Plipuech · Tamarine Tanasugarn | Thái Lan (THA) · Patcharin Cheapchandej · Luksika Kumkhum    |  |  |  |
| Đôi nữ     | Indonesia (INA) · Beatrice Gumulya · Jessy Rompies      | Thái Lan (THA) · Peangtarn Plipuech · Tamarine Tanasugarn | Việt Nam (VIE) · Phan Thị Thanh Bình · Trần Thụy Thanh Trúc  |  |  |  |
| Đôi nam nữ | Indonesia (INA) · Aldila Sutjiadi · Christopher Rungkat | Thái Lan (THA) · Tamarine Tanasugarn · Sanchai Ratiwatana | Indonesia (INA) · Beatrice Gumulya · David Agung Susanto     |  |  |  |
| Đôi nam nữ | Indonesia (INA) · Aldila Sutjiadi · Christopher Rungkat | Thái Lan (THA) · Tamarine Tanasugarn · Sanchai Ratiwatana | Thái Lan (THA) · Patcharin Cheapchandej · Sonchat Ratiwatana |  |  |  |

## Bảng xếp hạng huy chương
| Hạng               | Đoàn               | Vàng | Bạc | Đồng | Tổng số |
| ------------------ | ------------------ | ---- | --- | ---- | ------- |
| 1                  | Indonesia (INA)    | 3    | 0   | 2    | 5       |
| 2                  | Việt Nam (VIE)     | 1    | 2   | 3    | 6       |
| 3                  | Philippines (PHI)  | 1    | 1   | 2    | 4       |
| 4                  | Thái Lan (THA)     | 0    | 2   | 3    | 5       |
| Tổng số (4 đơn vị) | Tổng số (4 đơn vị) | 5    | 5   | 10   | 20      |